# Nicolas Gobillard
Nicolas Gobillard est un homme politique français né le 14 février 1739 à La Chaussée-sur-Marne (Marne) et décédé le 18 décembre 1806 au même lieu.
Maître de poste et cultivateur à la Chaussée-sur-Marne, il est député de la Marne de 1791 à 1792, siégeant dans la majorité.

## Sources
- « Nicolas Gobillard », dans Adolphe Robert et Gaston Cougny, Dictionnaire des parlementaires français, Edgar Bourloton, 1889-1891 [détail de l’édition]